# سیبیر (سرزمین آلتای)
سیبیر (به لاتین: Sibir) یک منطقهٔ مسکونی در روسیه است که در سرزمین آلتای واقع شده‌است.